# ニヨリツギノウミタケガイモドキ
ニヨリツギノウミタケガイモドキ（似寄り次の海茸貝擬き）、学名 Parilimya sinica は、Parilimyidae 科もしくは Pholadomyidae 科（この両科の和名”ウミタケモドキ科”には混乱がある）に分類される海産の二枚貝の一種。採取例が非常に少なく、1992年に沖縄トラフから新種として記載されたものを含め、2014年までの報告は2例しかない。
属名の Parilimya はラテン語の parilis（等しい、同形の）＋Mya（ある種の海産二枚貝を指す語）の意、種小名 sinica は「中国の…」の意の形容詞。和名はツギノウミタケモドキに似通った種の意。中国名は「中华笋螂」（中華笋螂＝中国のウミタケモドキ）で、種小名 sinica とともに”大陸棚自然延長論”に基づく中国の排他的経済水域が沖縄トラフにまで及ぶとする中国の主張が反映されたもの。

## 分布
- 沖縄トラフ（正確な位置や水深は不明）…タイプ産地
- 鹿児島県三島村硫黄島沖（水深135m）[2]

## 形態
殻
小型で白色、殻質は薄く脆弱。ホロタイプのサイズは殻長12.0mm、殻高8.0mm、殻幅6.0mm、薩摩硫黄島沖で採取された標本は殻長14.4mm、殻高11.9mm、殻幅（右殻のみ）4.5mm。殻頂は前方1/3付近に位置するため、殻の前方は短く後方はやや長い。前端はやや裁断状、後端は丸味を帯びて伸び、全体では横長の卵形、あるいは亜三角形と表現される。
左右の殻はほぼ同形。殻頂は巻き込むように後方を向く。殻頂の後方に外靭帯がある。楯面は細長く、小月面はない。両殻を合わせたときも殻の後端は完全に閉じずに狭く開いている。
殻表には粗い成長脈と細かい顆粒が多数ある。殻頂付近では顆粒が放射状に列を作って並ぶが、それ以外には規則的な彫刻や放射肋はなく、顆粒がランダムに覆うのみ。内面は白色で弱い真珠光沢をもつ。套線湾入は浅い。蝶番に鉸歯はない。
軟体
報告されていない。

## 生態
報告されていない。

## 分類

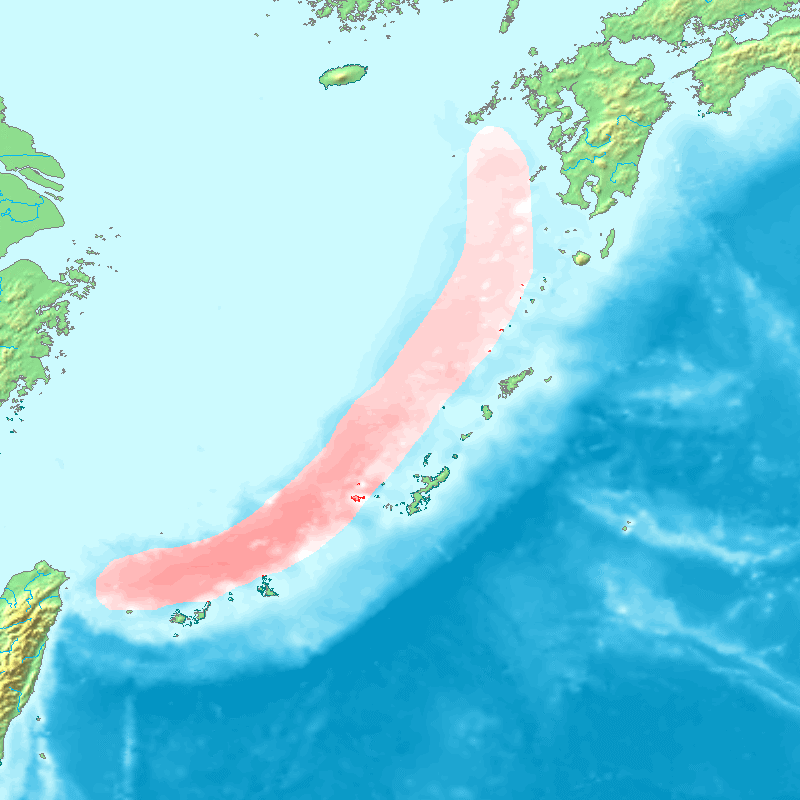
沖縄トラフの位置

原記載
- Pholadomya (Nipponopanacca) sinica  Xu, 1992[1].

Oceanologia et Limnologia Sinica 23: 211-213, fig. 1.
タイプ産地
「東海沖縄海槽、但具体地点和深度不詳。Okinawa Trough, the East China Sea (without records of exact locality and depth)」（”沖縄トラフ。ただし正確な位置や水深は不明”）　
タイプ標本
ホロタイプ：殻長12.0mm、殻高8.0mm、殻幅6.0mm。中国科学院海洋研究所所蔵（登録番号：MBM CAS no. 30933）
備考
原記載にはホロタイプの線画があり、Lutaenko and Xu (2008) にはホロタイプのカラー写真が示されている（ p.55, fig.5 G-H., p.56, pl.5, figs. L, N, O, P.)。タイプ産地については、原記載やその後のタイプ標本図示においても、正確な採取地点や水深は不明であると記されている。これに対し、倉持ら（2014）は「ニヨリツギノウミタケガイモドキは、沖縄海盆の水深43mをタイプ産地として記載された種である」と記しているが、その出典は不明である。沖縄トラフ（沖縄海盆）は九州西岸から琉球列島西側にかけての海底にあり、日本の主張によればその大部分が日本のEEZ（排他的経済水域）内にあるが、中国が主張するいわゆる”大陸棚自然延長論”では沖縄トラフの西側斜面の最下部までが中国のEEZとなり、本種の種小名 sinica や中国名「中华笋螂」には中国側の主張が反映されている。
科
科 Parilimyidae の和名には混乱がある。ウミタケモドキ類はかつてウミタケモドキ科（別名：ウミタケガイモドキ科） Pholadomyidae 1科にまとめられていたが、Morton (1982) は、軟体の研究から一部の群を独立させて Parilimyidae という別科を創設した。ニヨリツギノウミタケガイモドキはこの新しい方の科に分類されるが、この分類ではウミタケモドキ科という和名の由来となったウミタケモドキも新設の Parilimyidae に移されることになったため、Parilimyidae の方を「ウミタケガイモドキ科」と呼ぶ例もあり、一つの科和名が二つの科に対して使用されるという混乱が生じている。 Parilimyidae は、套線湾入が小さいこと、発達した水管牽引筋をもつこと、収足筋を欠くこと、放射状の外套膜腺があること、唇弁が退化的なこと、筋肉質に富んだ消化管をもつこと、胃の形態の違い、"後足"（opisthopodium）を欠くことなどで旧来のウミタケモドキ科 Pholadomyidae から区別される。しかし Parilimyidae を認めず、全てをウミタケモドキ科 Pholadomyidae に置く考えもある
属
本種は、原記載ではウミタケモドキ属 Pholadomya のツギノウミタケモドキ亜属 Nipponopanacca Habe, 1977の種として記載された。ツギノウミタケモドキ亜属 Nipponopanacca は殻表に放射肋がないことを主な特徴としてツギノウミタケモドキをタイプ種に独立の属として創設されたが、松隈（1989）は他属との形質の境界が必ずしも明確でないことを理由にウミタケモドキ属 Pholadomya の亜属に格下げした。更にCoan (2000)はツギノウミタケモドキ亜属 Nipponopanacca を Parilimya Melvill et Standen, 1899の異名とした。これにより海産動物のデータベースWoRMSなどでは、かつてウミタケモドキ属 Pholadomya に分類されていた種の多くを別科 Parilimyidae のParilimya 属として扱っており、本稿もそれに従っている。ただし2017年時点でも  Nipponopanacca をウミタケモドキ科のウミタケモドキ属の亜属とする松隈（1989）の考えを踏襲する立場もあり、その場合には原記載どおりの学名表記となる。
類似種
- ツギノウミタケモドキ Parilimya sakuraii (Habe, 1958)[9]

殻長29.2mm、殻高22.3mm、殻幅（二枚合わせたときの厚み）16.0mm。遠州灘と高知県沖から知られる。ニヨリツギノウミタケガイモドキに良く似ているが、殻表の顆粒が全面において放射状に配列することで識別されるとされる。また前縁がより短く裁断状を呈することでも異なるとされるが、前縁の形態の違いはそれほど明瞭ではなく、倉持ら（2014）が鹿児島県三島村硫黄島沖から報告したニヨリツギノウミタケガイモドキはタイプ標本に比べて寸詰まりで、輪郭はツギノウミタケモドキにやや似ている。

## 人との関係
特に知られていない。